# Río Guizeldón
El río Guizeldón (en idioma ruso: Гизельдон; en idioma osetio: Джызæлдон) es un río en la República de Osetia del Norte-Alania, al oeste de Vladikavkaz. Es un afluente del río Ardón, que fluye hacia Ardón a 0.2 km de la confluencia con el río Térek, por lo tanto, a menudo se le conoce como el afluente izquierdo del Térek. Drena las laderas del norte y los glaciares del monte Kazbek. El área de captación es de 604 km².  Su recorrido es de 80 kilómetros longitud, por un valle con muchos acantilados y un pico de 4000 metros, el área es propensa a las avalanchas; 30 fueron documentadas en 1967-1968. Se describe que la zona como un «terreno escarpado y agrietado», siendo la cría de ganado, la extracción de madera, de plomo y zinc las principales actividades económicas de la gente del valle de Guizeldón.

## Datos de registro del agua
Según el Registro Estatal de Aguas de Rusia, pertenece al Distrito de la Cuenca del Caspio Occidental, el sector del agua es del río Ardón, y no hay una subcuenca fluvial cerca del río. Cuenca fluvial: ríos de la cuenca del mar Caspio entre los ríos Terek y Volga.
Según el sistema de información geográfica de la zonificación de la gestión del agua del territorio de la Federación de Rusia, preparado por la Agencia Federal de Recursos Hídricos de Rusia:
- El código del cuerpo de agua en el registro estatal de agua es 07020000112108200003504
- Código de comprensión hidrológica (IG) - 108200350
- Código de grupo - 07.02.00.001
- Número de volumen GI - 08
- Problema GI - 2

## Central hidroeléctrica

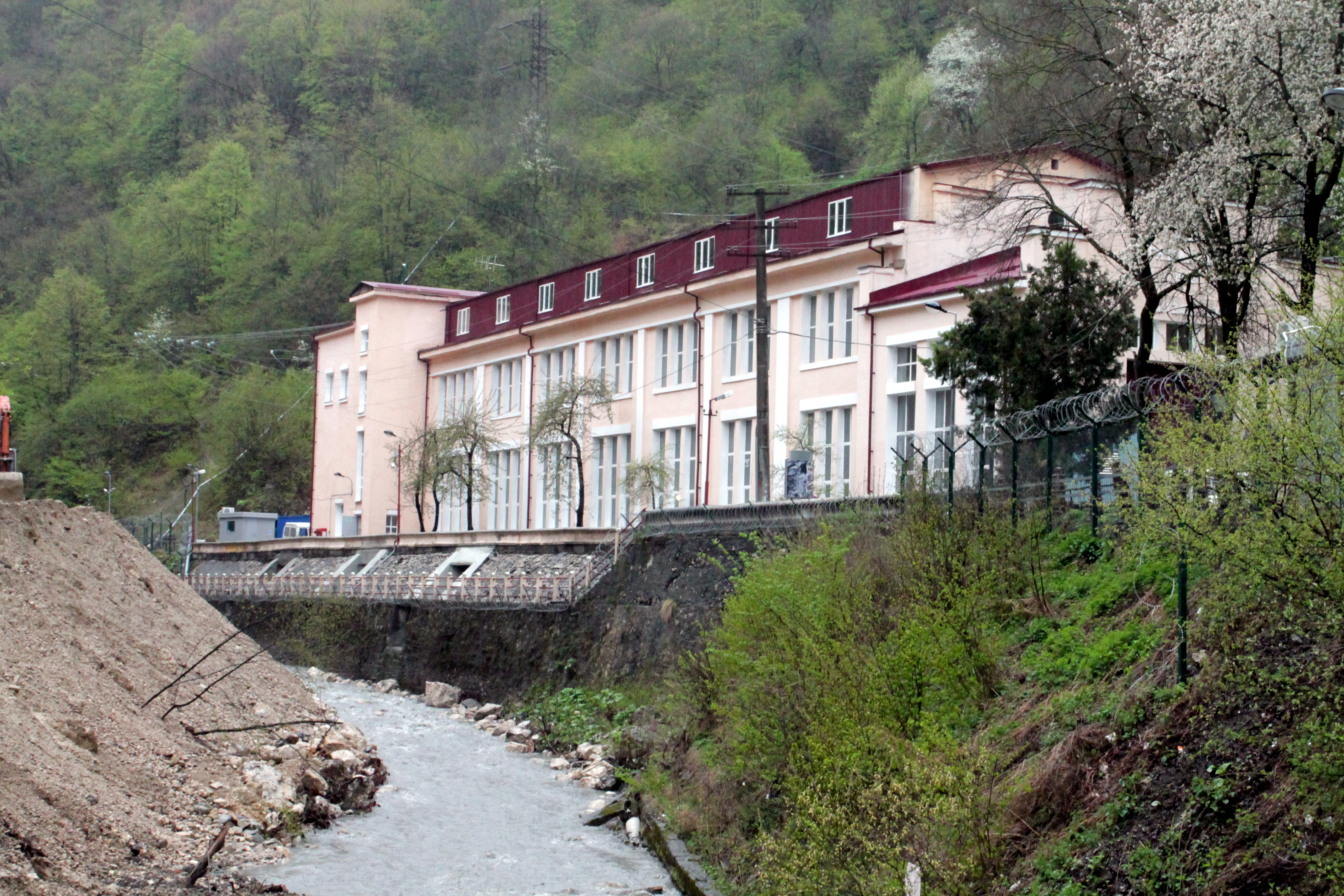
Central hidrelectrica de Guizeldón.

La Central hidroeléctrica de Guizeldón, fue construida según el plan GOELRO, en Osetia del Norte, cerca del pueblo Kobán en el río Guizeldón, es la central hidroeléctrica en funcionamiento más antigua del  norte del Cáucaso y una de las más antiguas de Rusia.
En el sitio de la central hidroeléctrica, el caudal anual promedio es de 3.2 m³ / s, el caudal máximo observado es de 45.1 m³ / s, el caudal anual promedio es de 0.106 km³.